# Zvonko Bezjak
Zvonko (Antun) Bezjak (Varaždin, 29. lipnja 1935. – Varaždin, 21. srpnja 2022.) bio je hrvatski atletičar, bacač kladiva.
Natjecao se za atletski klub Dinamo iz Zagreba.
Osvajač je zlatnog odličja na Mediteranskim igrama u Napulju 1963. godine, te srebara sa Svjetskog festivala mladeži i studenata 1957. u Moskvi i Svjetskih sveučilišnih igara 1957. u Parizu.
Sudionik Olimpijskih igara OI 1960. u Rimu, gdje je bio 6. u završnici. Na europskom prvenstvu 1958. u Stockholmu bio je 5. u finalu, a na europskom prvenstvu 1962. u Beogradu bio je 17. u izlučnom dijelu i nije ušao u finale.

## Vanjske poveznice
- Ivica Vukotić: Kladivo u dva kovčega  Arhivirana inačica izvorne stranice od 22. siječnja 2015. (Wayback Machine), AK Sloboda Varaždin, članak iz SN revije 1978., objavljeno na internetu 22. ožujka 2014
- Svi varaždinski olimpijci  Arhivirana inačica izvorne stranice od 28. rujna 2015. (Wayback Machine), sport-varazdin.hr